# Alexander Schnabel
Alexander Schnabel (* 8. Juli 1987 in Waidhofen/Ybbs) ist ein österreichischer Politiker (FPÖ). Seit 2023 ist er Abgeordneter zum Landtag von Niederösterreich.

## Leben
Schnabel maturierte im Jahr 2012 am Bundesrealgymnasium für Berufstätige an der Theresianischen Militärakademie. Von 2006 bis 2016 war er Berufssoldat. Sein letzter Dienstgrad ist Oberwachtmeister. 
Alexander Schnabel hat zwei Kinder.

## Politische Karriere
Alexander Schnabels politische Karriere begann im Jahr 2015, als er in den Gemeinderat von Opponitz gewählt wurde. Seit 2016 ist er Regionalreferent für das Mostviertel bei der FPÖ Niederösterreich. Von 2018 bis 2020 war er Ortsparteiobmann der FPÖ Ybbstal. Alexander Schnabel war stellvertretender Bezirksparteiobmann der FPÖ Amstetten. Seit 2023 ist er Abgeordneter zum Landtag von Niederösterreich.
2024 folgte er Edith Mühlberghuber als FPÖ-Bezirksobmann im Bezirk Amstetten nach.